# Traité de La Haye (1895)
Pour les articles homonymes, voir Traité de La Haye.
Le traité de La Haye, signé le 16 mai 1895, est un traité entre les Pays-Bas et le Royaume-Uni qui définit les frontières de la Nouvelle-Guinée britannique.